# Dwudziesto-dwunastościan rombowy wielki

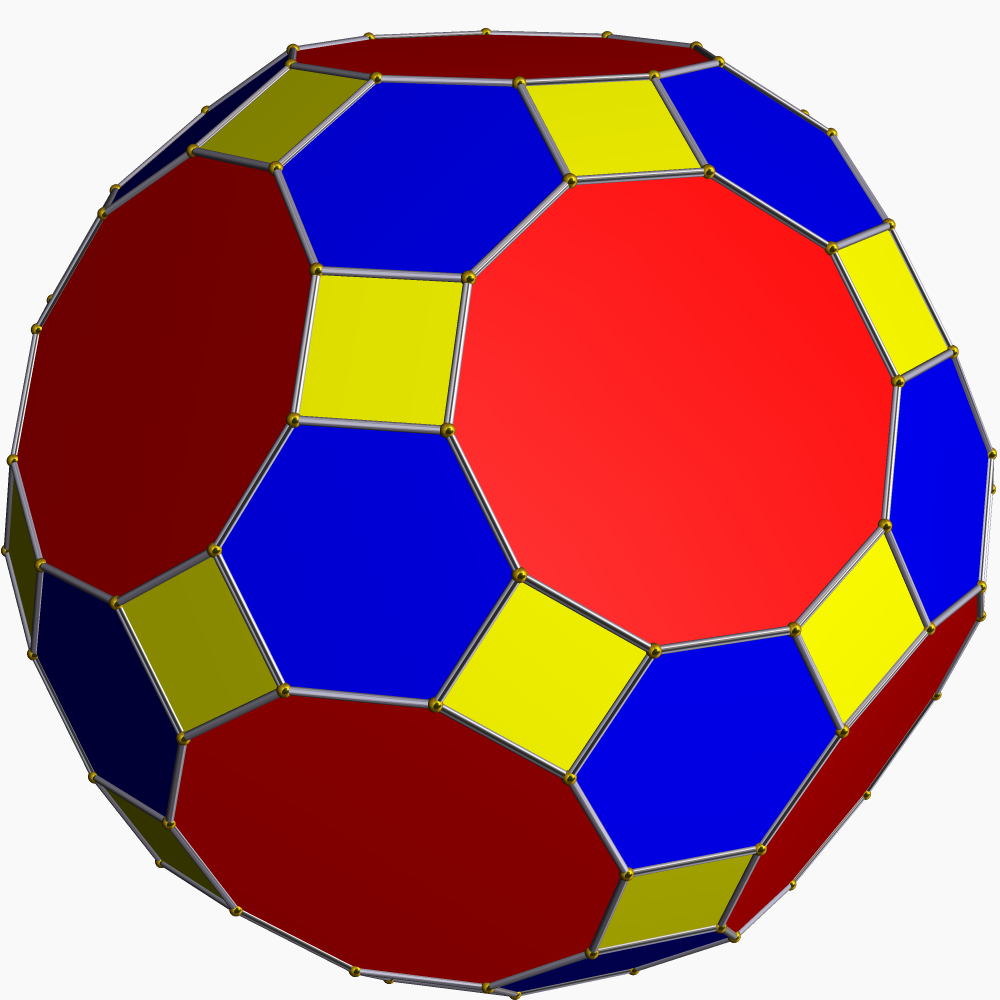
Bryła w trójwymiarze

Dwudziesto-dwunastościan rombowy wielki – jeden z wielościanów archimedesowych, zbudowany z 62 ścian – 30 kwadratowych, 20 sześciokątnych i 12 dziesięciokątnych, ma 120 wierzchołków i 180 krawędzi.
Oznaczany jest symbolem Schläfliego {\displaystyle t{\begin{Bmatrix}5\\3\end{Bmatrix}}} i symbolem Wythoffa {\displaystyle 235|.} Wielościanem dualnym do tej bryły jest dwudziestościan szóstkowy.
Wśród wszystkich wielościanów archimedesowych o tej samej długości krawędzi, ta bryła ma największą objętość i pole powierzchni.
Wielościan jest zonościanem (ang. zonohedron).
Bryłę tę skonstruował przy pomocy origami E. K. Herrstrom – konstrukcja wykorzystuje 900 jednostek sonobè.

Obracająca się bryła

## Wzory i właściwości
Niech {\displaystyle a} będzie długością krawędzi bryły.
- Pole powierzchni całkowitej

{\displaystyle S=30(1+{\sqrt {3}}+{\sqrt {5+2{\sqrt {5}}}})a^{2}}
- Objętość

{\displaystyle V=(95+50{\sqrt {5}})a^{3}\approx 206{,}803a^{3}}
- Promień kuli opisanej

Siatka bryły

{\displaystyle R_{1}={\frac {a}{2}}{\sqrt {31+11{\sqrt {5}}}}\approx 3{,}80a}, z czego wynika, że objętość kuli opisanej na bryle wynosi {\displaystyle {\frac {4\pi {R_{1}}^{3}}{3}},} czyli około {\displaystyle 230{,}28a^{3}}
- Promień kuli wpisanej

{\displaystyle R_{2}={\frac {a}{2}}{\sqrt {25+10{\sqrt {5}}}}\approx 3{,}44a,} a więc objętość tej kuli można wyrazić wzorem {\displaystyle {\frac {4\pi {R_{2}}^{3}}{3}},} i wynosi ona w przybliżeniu {\displaystyle 170{,}65a^{3}}
- Dystans normalny od środka bryły do jej ścian możemy wyrazić następującymi wzorami:
  - dla ściany kwadratowej {\displaystyle {\frac {3+2{\sqrt {5}}a}{2}}\approx 3{,}74a}[3]
  - dla ściany sześciokątnej {\displaystyle {\frac {{\sqrt {3}}+(2+{\sqrt {5}})a}{2}}\approx 3{,}67a}[3]
  - dla ściany dwunastokątnej {\displaystyle R_{2}={\frac {a}{2}}{\sqrt {25+10{\sqrt {5}}}}\approx 3{,}44a}[3]

- Niech {\displaystyle \rho } oznacza odległość od krawędzi do środka bryły. Opiszmy na bryle dwunastościan, i oznaczmy jego krawędź jako {\displaystyle b,} dwudziestościan, którego krawędź oznaczymy jako {\displaystyle c} oraz trzydziestościan rombowy, którego przekątna dłuższej ściany będzie posiadała oznaczenie {\displaystyle d.} Zachodzą wtedy następujące równości:
  - {\displaystyle {\frac {a}{\rho }}={\sqrt {2}}{\frac {\operatorname {tg} 18^{\circ }}{\sqrt {3}}}={\sqrt {\frac {10-4{\sqrt {5}}}{15}}}}[6]
  - {\displaystyle {\frac {a}{R_{1}}}=2{\sqrt {\frac {31-12{\sqrt {5}}}{241}}}}[6]
  - {\displaystyle {\frac {a}{b}}={\frac {1+{\sqrt {5}}}{10}}}[6]
  - {\displaystyle {\frac {a}{c}}={\frac {{\sqrt {5}}-1}{6}}}[6]
  - {\displaystyle {\frac {a}{d}}={\frac {7-{\sqrt {5}}}{22}}}[6]

## Powiązane obiekty
Z bryłą powiązanych jest wiele innych obiektów geometrycznych: wielościany z [5, 3] grupy Coxetera, parkietaże: euklidesowy, hiperboliczny, sferyczny. Istnieją też różne rzuty bryły i owych parkietaży. Z bryła powiązany jest graf.

### Graf
Ilustracja przedstawia graf zero-symetryczny utworzony z bryły.

### Powiązane wielościany i parkietaże
Dwudziesto-dwunastościan rombowy wielki jest elementem ciągu wielościanów rombowych i parkietaży, których grupa symetrii jest [5, 3] grupą Coxetera.
| Wielościan           | Wielościan    | Wielościan           | Wielościan               | Wielościan             | Wielościan      | Wielościan                            | Wielościan                              | Parkietaż euklidesowy | Parkietaż hiperboliczny | Parkietaż hiperboliczny |
| Diagram Coextera     | [5, 3]        | t[5, 3]              | r[5, 3]                  | t[3, 5]                | [3, 5]          | rr[5, 3]                              | tr[5, 3]                                | [6, 3]                | [7, 3]                  | [8, 3]                  |
| -------------------- | ------------- | -------------------- | ------------------------ | ---------------------- | --------------- | ------------------------------------- | --------------------------------------- | --------------------- | ----------------------- | ----------------------- |
| Odpowiadający obiekt | Dwunastościan | Dwunastościan ścięty | Dwudziesto-dwunastościan | Dwudziestościan ścięty | Dwudziestościan | Dwudziesto-dwunastościan rombowy mały | Dwudziesto-dwunastościan rombowy wielki |                       |                         |                         |

### Rzuty ortogonalne
Przykłady kilku rzutów ortogonalnych dwudziesto-dwunastościanu rombowego wielkiego.Wycentrowane na wierzchołek, trzy typy krawędzi oraz trzy rodzaje ścian bryły.
| Rzuty ortogonalne bryły | Rzuty ortogonalne bryły | Rzuty ortogonalne bryły | Rzuty ortogonalne bryły | Rzuty ortogonalne bryły | Rzuty ortogonalne bryły | Rzuty ortogonalne bryły | Rzuty ortogonalne bryły |
| Rzut wycentrowany na    | Wierzchołek             | Krawędzie 4-6           | Krawędzie 4-10          | Krawędzie 6-10          | Ściana kwadratowa       | Ściana sześciokątna     | Ściana dziesięciokątna  |
| ----------------------- | ----------------------- | ----------------------- | ----------------------- | ----------------------- | ----------------------- | ----------------------- | ----------------------- |
| Obraz                   |                         |                         |                         |                         |                         |                         |                         |

### Parkietaże sferyczne i diagramy Schlegela
Dwudziesto-dwunastościan rombowy wielki może być też ukazany jako element parkietażu sferycznego oraz podobnego diagramu Schlegela.
| Bryła jako parkietaż sferyczny i diagram Schlegela, oraz rzuty tych obiektów | Bryła jako parkietaż sferyczny i diagram Schlegela, oraz rzuty tych obiektów | Bryła jako parkietaż sferyczny i diagram Schlegela, oraz rzuty tych obiektów | Bryła jako parkietaż sferyczny i diagram Schlegela, oraz rzuty tych obiektów | Bryła jako parkietaż sferyczny i diagram Schlegela, oraz rzuty tych obiektów |
|                                                                              | Rzut ortograficzny                                                           | R. stereograficzny wycentrowany na:                                          | R. stereograficzny wycentrowany na:                                          | R. stereograficzny wycentrowany na:                                          |
| dziesięciokąt                                                                | Rzut ortograficzny                                                           | sześciokąt                                                                   | kwadrat                                                                      |                                                                              |
| ---------------------------------------------------------------------------- | ---------------------------------------------------------------------------- | ---------------------------------------------------------------------------- | ---------------------------------------------------------------------------- | ---------------------------------------------------------------------------- |
| Jako parkietaż sferyczny                                                     |                                                                              |                                                                              |                                                                              |                                                                              |
| Jako diagram Schlegela                                                       |                                                                              |                                                                              |                                                                              |                                                                              |

### Informacje o bryle
- Dogłębna analiza autorstwa H.Ch. Rajpoota
- http://polyhedra.mathmos.net/entry/greatrhombicosidodecahedron.html – Informacje przeglądowe, stosunki krawędzi do opisanych brył
- http://bulatov.org/polyhedra/uniform/u72.html – Podstawowe informacje i ilustracja

### Strony z siatką bryły do wydruku
- http://www.korthalsaltes.com/model.php?name_en=rhombicosidodecahedron
- http://www.maths-pro.com/New%20Polyhedra%20books/Polyhedra%20book%202012%20GPP%20-%20V6.pdf Plik w formacie PDF, siatki i porady umieszczone są na stronach 31, 33, 85